# Phân thứ bộ Không càng
Phân thứ bộ Không càng (danh pháp khoa học: Achelata) là một thứ bộ trong bộ Decapoda bò trượt. Nó bao gồm tôm rồng (Palinuridae), tôm vồ hay bề bề (Scyllaridae) và tôm hùm lông (Synaxidae, đôi khi được đưa vào trong họ Palinuridae). Danh pháp khoa học "Achelata" có nguồn gốc từ một thực tế là tất cả các thành viên của nhóm này đều không có càng, là cơ quan tìm thấy ở gần như mọi loài giáp xác mười chân khác (từ tiếng Hy Lạp a = không, chela = càng, vuốt). Chúng được kết hợp tiếp bởi sự mở rộng lớn của các râu, bởi dạng Phyllosoma đặc biệt của ấu trùng, và bởi một số các đặc trưng khác.

## Hình ảnh

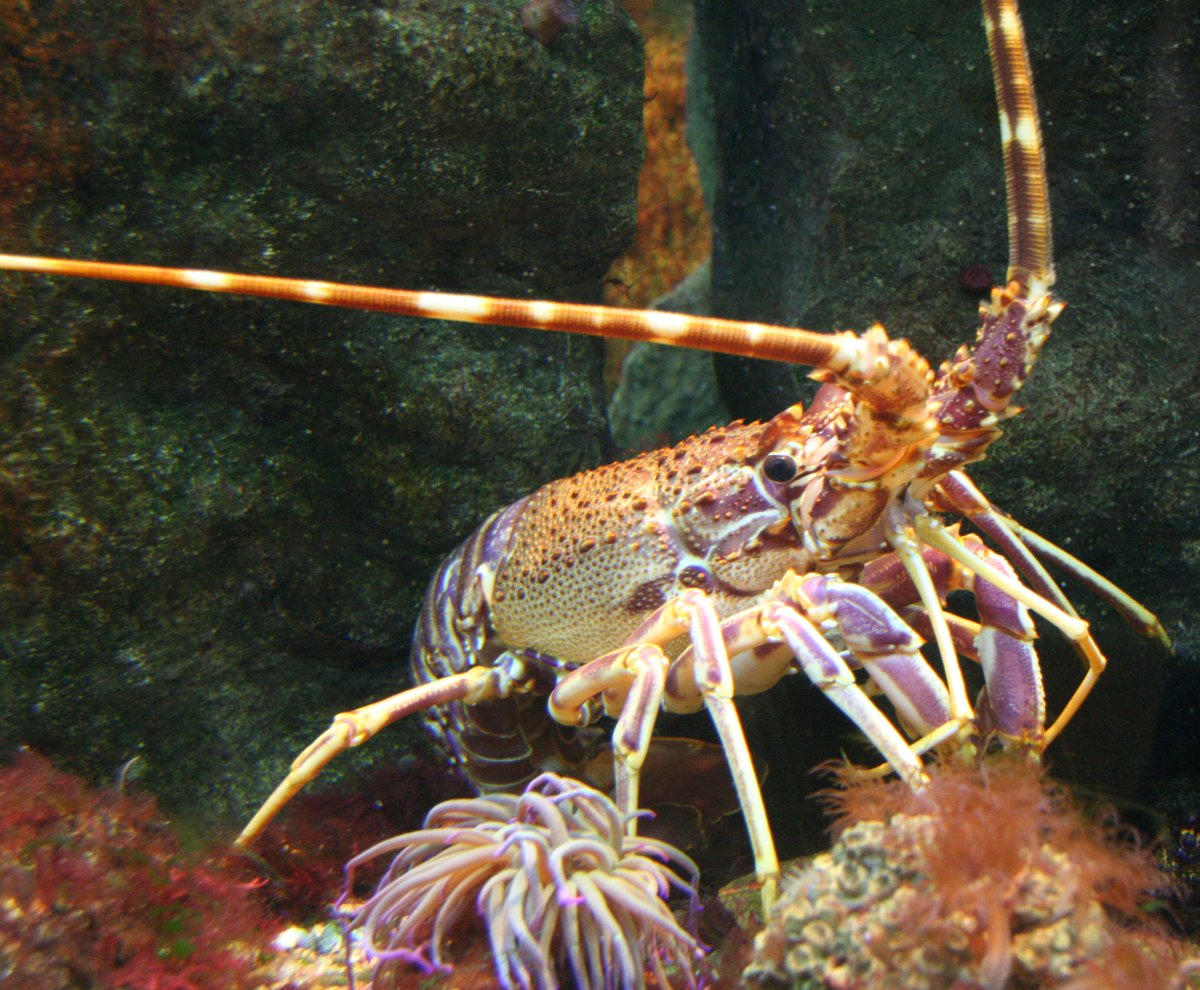
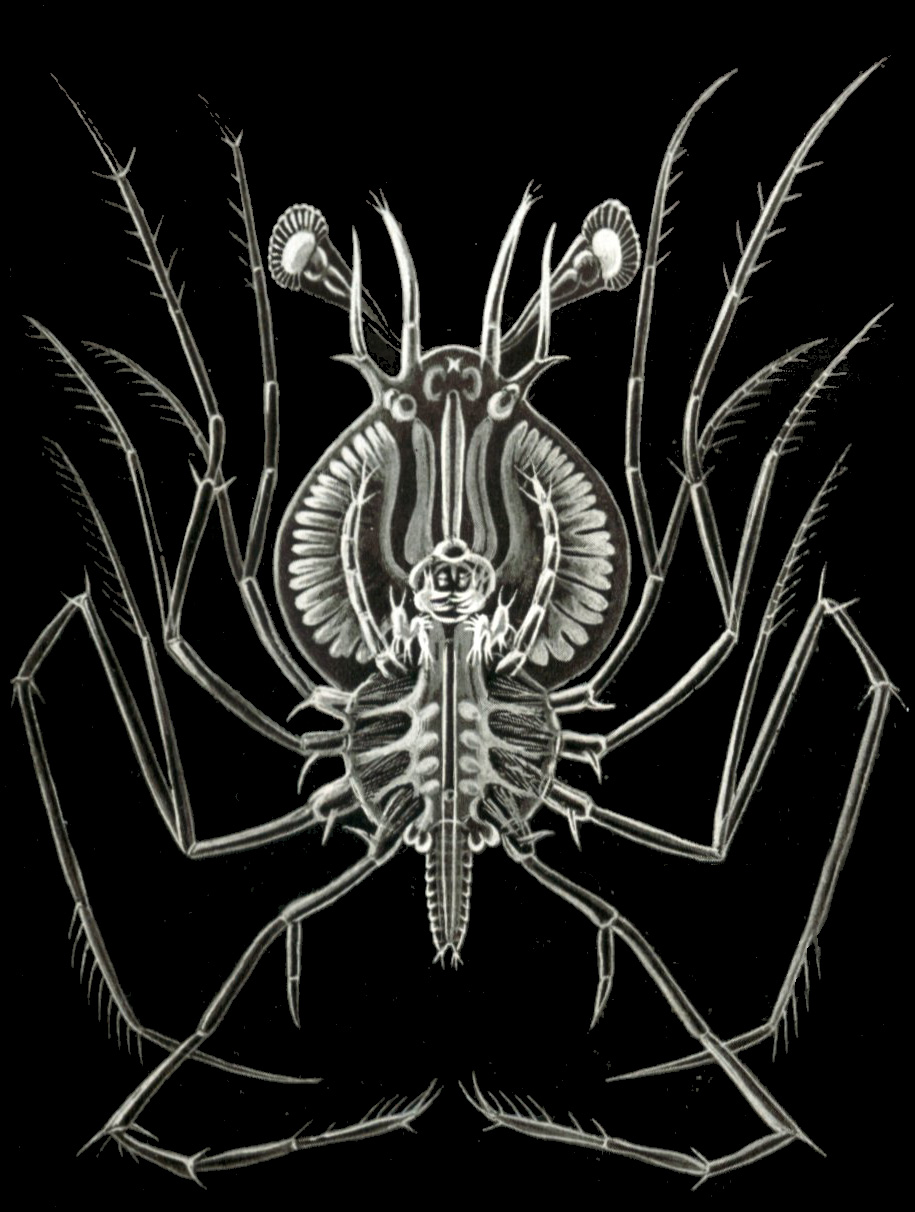
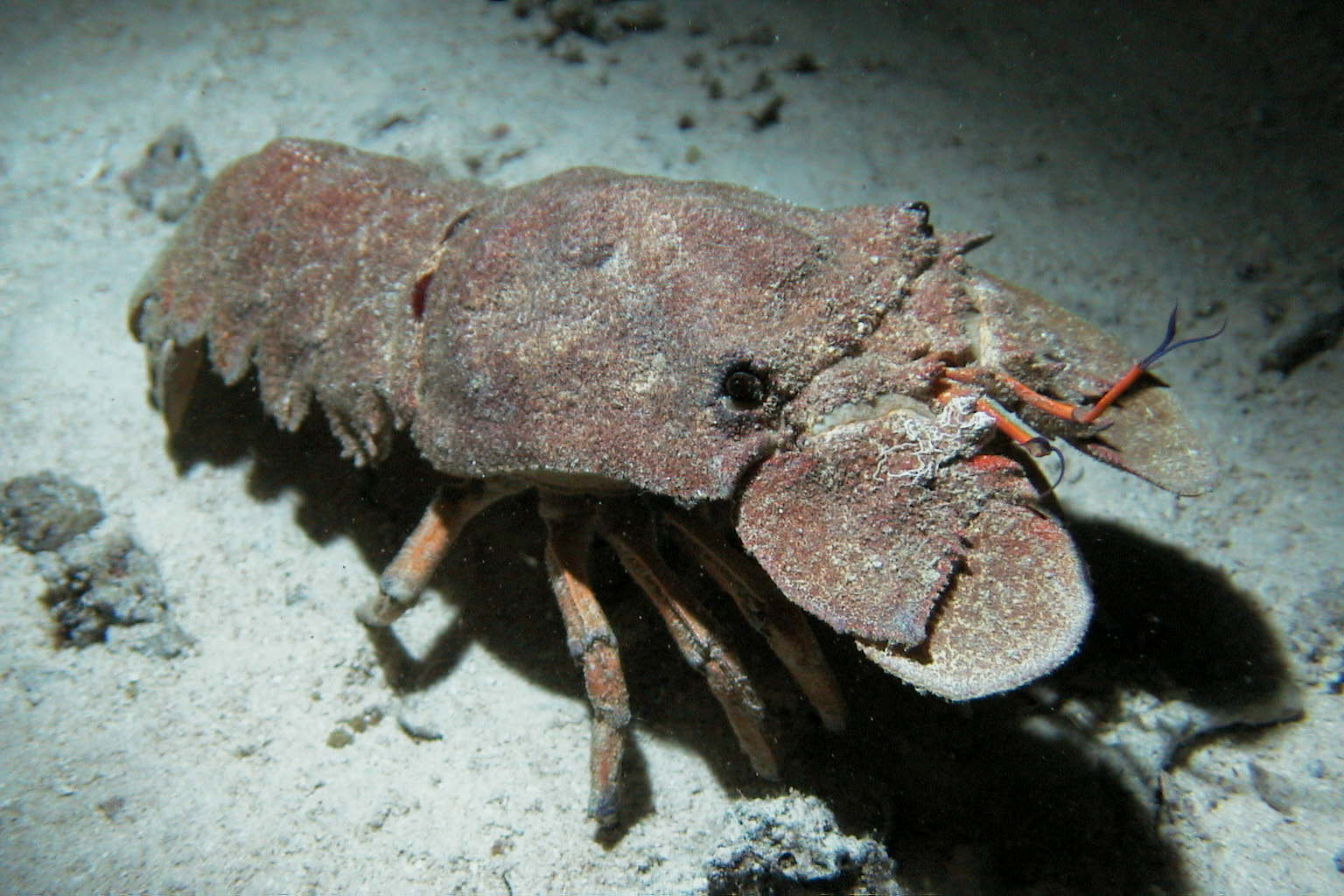

## Phân loại
Phân thứ bộ Không càng
- Siêu họ Eryonoidea
  - Họ Eryonidae
  - Họ Polychelidae
- Siêu họ Palinuroidea
  - Họ Palinuridae
  - Họ Scyllaridae
  - Họ Synaxidae
- Siêu họ chưa gán.